# Cargolia dardania
Cargolia dardania är en fjärilsart som beskrevs av Druce 1900. Cargolia dardania ingår i släktet Cargolia och familjen mätare. Inga underarter finns listade i Catalogue of Life.